# David Abramovich Dragunsky
David Abramovich Dragunsky (tiếng Nga: Давид Абрамович Драгунский, 15 tháng 2 [lịch Nga cũ: 2 tháng 2] năm 1910 – 12 tháng 10 năm 1992) là một chỉ huy nổi tiếng của lực lượng tăng thiết giáp Liên Xô, người được hai lần phong danh hiệu Anh hùng Liên Xô.

## Xuất thân
Dragunsky sinh ra trong một gia đình Do Thái lớn ở Svyatsk; cha mẹ anh là thợ may. Sau khi hoàn thành trường học ở Novozybkov, ông trở thành một công nhân xây dựng. Là thành viên của Komsomol, ông được bổ nhiệm làm người đứng đầu hội đồng huyện và sau đó được cử đến các vùng nông thôn để tham gia vào quá trình tập thể hóa. Ông trở thành đảng viên Đảng Cộng sản Liên Xô năm 1931 và nhập ngũ năm 1933.

## Binh nghiệp
Năm 1938, ông chỉ huy một đại đội bộ binh trong các hoạt động chiến đấu gần Hồ Khasan và được trao tặng Huân chương Cờ Đỏ. Trong Chiến tranh thế giới thứ hai, ông chỉ huy một tiểu đoàn xe tăng và đến năm 1943, ông trở thành chỉ huy Lữ đoàn xe tăng cận vệ 55 thuộc Tập đoàn quân xe tăng cận vệ 3. Từ năm 1960 đến năm 1965, ông chỉ huy Tập đoàn quân cận vệ 7.

## Khen thưởng
- Hai lần Anh hùng Liên Xô (23/09/1944, 31/05/1945)
- Huân chương Lenin (1944)
- Huân chương Cách mạng Tháng Mười
- Bốn lần Huân chương Cờ Đỏ (1938, 9.11.1943,...)
- Huân chương Suvorov hạng 2 (6.04.1945 [18])
- Huân chương Chiến tranh Vệ quốc, hạng nhất (05/11/1985)
- Hai Huân chương Sao Đỏ (22/08/1943,...)